# Port Royal (Carolina do Sul)
Port Royal é uma cidade  localizada no estado norte-americano de Carolina do Sul, no Condado de Beaufort.

## Demografia
Segundo o censo norte-americano de 2000, a sua população era de 3950 habitantes.
Em 2006, foi estimada uma população de 9848, um aumento de 5898 (149.3%).

## Geografia
De acordo com o United States Census Bureau tem uma área de
13,4 km², dos quais 10,1 km² cobertos por terra e 3,3 km² cobertos por água.

## Localidades na vizinhança
O diagrama seguinte representa as localidades num raio de 12 km ao redor de Port Royal.